# Szemsávos áltimália
A szemsávos áltimália  (Pomatostomus superciliosus) a madarak osztályának verébalakúak (Passeriformes) rendjébe és az ausztráltimália-félék (Pomatostomidae) családjába tartozó faj.

## Előfordulása
Ausztrália területén honos.

## Alfajai
- Pomatostomus superciliosus superciliosus
- Pomatostomus superciliosus ashbyi
- Pomatostomus superciliosus centralis
- Pomatostomus superciliosus gilgandra

## Megjelenése
Testhossza 17-21 centiméter, testsúlya 40 gramm. Tollazata barna színű, kivéve a torkát, a szem feletti sávot és farka végét, amely fehér színű.

## Életmódja
Kis csoportokban él. Rovarokkal, pókokkal, más gerinctelenekkel, kis kétéltűekkel, hüllőkkel és rákokkal táplálkozik. De eszik gyümölcsöt és magvakat is.

## Szaporodása
Szaporodási ideje júniustól novemberig tart. Kupola alakú fészket építi, bejárata oldalt található. Fészekalja 2-3 tojásból áll, melyet csak a tojó költ 19 napon keresztül. A fiókák 17 napon keresztül tartózkodnak a fészekben a kikelés után.